# Isla Boayan
Isla Boayan (en tagalo: Pulong Boayan) es la isla más grande en San Vicente, parte de la provincia de Palawan, en el país asiático de Filipinas, en el Mar de la China Meridional, parte del Océano Pacífico. La isla no es enajenable, está clasificada como bosque maderable y por lo tanto sigue siendo propiedad del Estado.
Se localiza al oeste de la isla Niaporay y al este de la isla Lump en las coordenadas geográficas 10°34′N 119°09′E / 10.567, 119.150